# سیارک ۷۶۵۰
سیارک ۷۶۵۰ (به انگلیسی: 7650 Kaname، نامگذاری:1990UG) هفت هزار و ششصد و پنجاهمین سیارک کشف شده‌است که در ۱۶ اکتبر ۱۹۹۰ کشف شد.
قدر مطلق سیارک برابر ۱۲٫۳۰ است.